# Nell'estasi o nel fango
Nell'estasi o nel fango è un singolo del cantante italiano Michele Zarrillo pubblicato il 6 febbraio 2020.
Con il brano si è presentato al Festival di Sanremo 2020, classificandosi al 18º posto.